# IC 398
IC 398 је спирална галаксија у сазвјежђу Еридан која се налази на листи објеката дубоког неба у Индекс каталогу.
Деклинација објекта је - 7° 46' 51" а ректасцензија 4h 58m 12,5s. Привидна величина (магнитуда) објекта IC 398 износи 14,7 а фотографска магнитуда 15,4. IC 398 је још познат и под ознакама MCG -1-13-40, IRAS 04558-0751, PGC 16433.